# Dagmar Deckstein

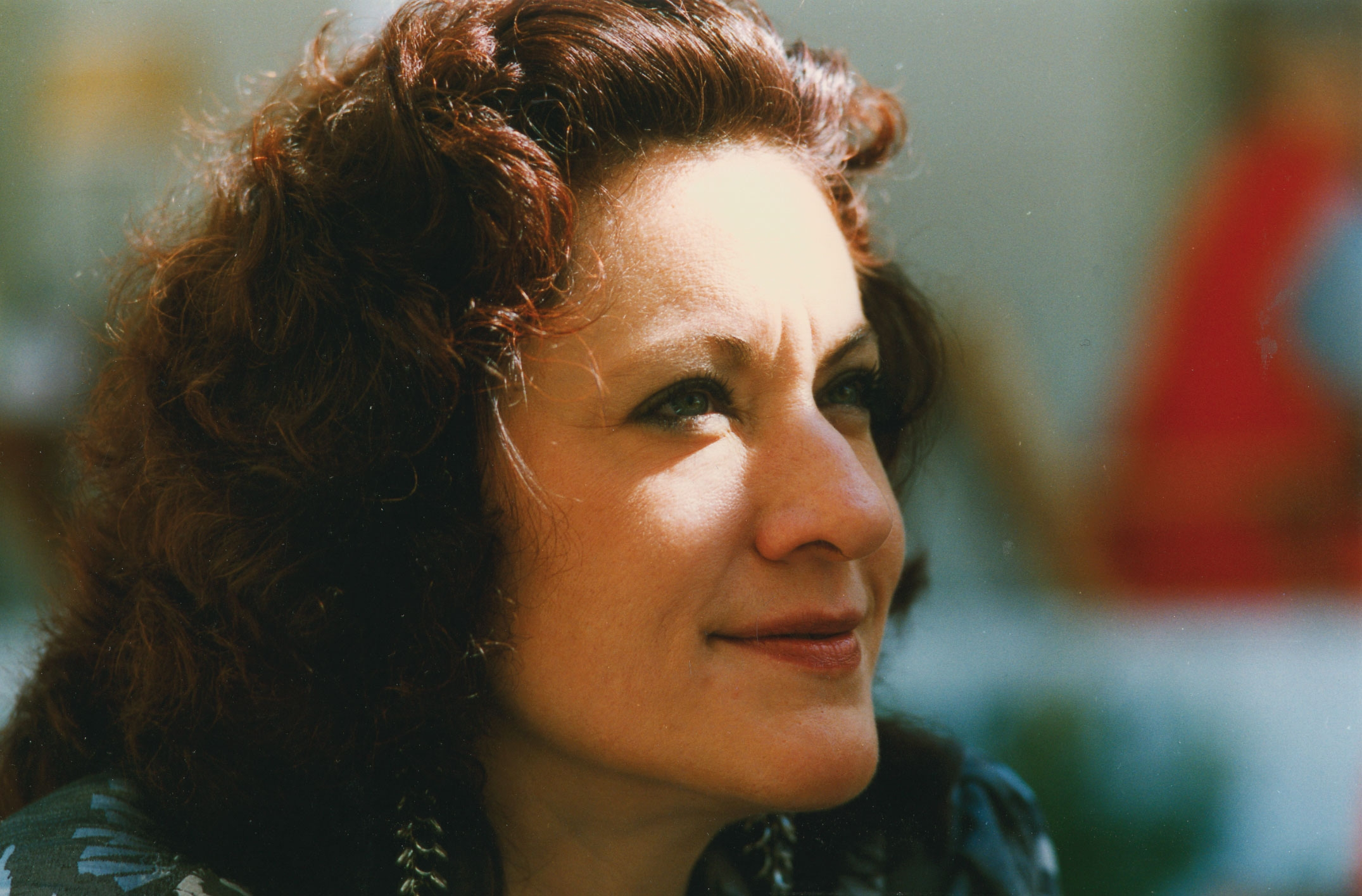
Dagmar Deckstein (2009)

Dagmar Deckstein (* 12. März 1953 in Göppingen) ist eine deutsche Journalistin und Autorin.

## Leben
Von 1974 bis 1979 studierte Deckstein an der Universität Göttingen, wo sie als Diplom-Sozialwirtin abschloss.
1980 begann sie ihre journalistische Karriere als Lokalredakteurin bei der Hessischen Niedersächsischen Allgemeinen (HNA) in Kassel. 1984 wechselte sie als Redakteurin Innenpolitik zur Stuttgarter Zeitung, wo sie fünf Jahre blieb. Seit 1989 ist Deckstein Redakteurin der Süddeutschen Zeitung, zuerst Innenpolitik, 1997 bis 2000 Wirtschaft, 2000 bis 2002 Seite Drei. Seit Oktober 2002 ist sie Wirtschaftskorrespondentin der SZ für Baden-Württemberg in Stuttgart und arbeitet als freie Journalistin.
Sie lebt in Stuttgart und hat am 9. Mai 2009 ihren langjährigen Lebensgefährten Klaus Scholz geheiratet.

## Werke
- Klasse. Die wundersame Welt der Manager, Murmann, 2009, ISBN 978-3867740562
- Wir kündigen! Und definieren das Land neu (mit  Wolf Lotter, Michael Gleich, Peter Felixberger), Hanser, 2005, ISBN 3-446-40048-6
- Arbeit neu denken. Wie wir die Chancen der New Economy nutzen können (mit Peter Felixberger), Campus, 2000, ISBN 978-3593365619
- Manns genug, Frau zu sein. Mein extravagantes Leben (mit Vera Freyberg), Econ, 2003, ISBN 978-3430129428
- Wovon wir künftig leben wollen (Hg.), Verlag Bonn aktuell, 1999, ISBN 978-3879595136